# 中央外事工作委员会办公室
中央外事工作委员会办公室，标准简称中央外办，又简称中央外事办，是中国共产党中央委员会负责统筹外交政策、外事管理和维护海洋权益工作的办事机构，为中央外事工作委员会的办事机构。

## 沿革
1958年3月6日，中共中央、国务院发出《关于中共中央设立外事小组和国务院设立外事办公室》的联合通知；撤销中共中央国际活动指导委员会，成立“中央外事小组”，副总理兼外交部部长陈毅任组长，全面负责外事工作；在国务院系统中，对应设立“国务院外事办公室”，陈毅兼主任，副主任廖承志、刘宁一（中联部副部长）、孔原（中某部副部长）、张彦（总理办公室副主任分管外事工作），负责外交部、对外文化联络委员会和华侨事务委员会的工作，并负责对外贸易的外贸政策。
1961年9月，中央批准在国务院外事办公室下设“夫人外事活动指导小组”，成员为：刘新权（外交部部长助理兼人事司司长）、张茜、郭建（国家对外经济联络总局副局长杜干全的夫人）、龚普生、俞沛文、郝治平、丁雪松（国务院外办秘书组组长）、吴青。孔原为小组召集人，张茜任副组长。
1961年10月，召开全国情报工作会议，与会人员来自中调部、公安部、外交部、解放军总参谋部情报部、解放军总政治部、国务院外事办公室和中华人民共和国华侨事务委员会等。
文化大革命期间，中央外事小组撤销。1970年6月国务院精简机构，国务院外事办公室撤销，业务并入外交部。1981年，中共中央决定，恢复“中央外事工作领导小组”；李先念任组长，万里任副组长。
1988年，根据第七届全国人大第一次会议通过的《国务院机构改革方案》，设“国务院外事办公室”，承担中央外事工作领导小组的具体事务。
1998年8月，中共中央、国务院决定，撤销“国务院外事办公室”，组建“中央外事办公室”。中央外事办公室作为中央外事工作领导小组办事机构，列入中共中央直属机构序列。
2000年9月，中共中央决定，组建“中央国家安全工作领导小组”，与“中央外事工作领导小组”合署办公，一个机构两块牌子。江泽民任组长，钱其琛任副组长，刘华秋任中央外事工作领导小组办公室和中央国家安全工作领导小组办公室主任。
2012年下半年，中央设立“中央海洋权益工作领导小组”，负责海洋权益事务的议事和协调。中央海洋权益工作领导小组设立了办事机构“中央海洋权益工作领导小组办公室”，与中央外事工作领导小组办公室合署办公。
2014年中央国家安全委员会成立后，中央外事工作领导小组不再保留“中央国家安全工作领导小组”的名义。中央外事工作领导小组办公室随之不再保留“中央国家安全工作领导小组办公室”的名义。
2018年3月中共中央印发的《深化党和国家机构改革方案》称，“中央全面深化改革领导小组、中央网络安全和信息化领导小组、中央财经领导小组、中央外事工作领导小组改为委员会。为加强党中央对涉及党和国家事业全局的重大工作的集中统一领导，强化决策和统筹协调职责，将中央全面深化改革领导小组、中央网络安全和信息化领导小组、中央财经领导小组、中央外事工作领导小组分别改为中央全面深化改革委员会、中央网络安全和信息化委员会、中央财经委员会、中央外事工作委员会，负责相关领域重大工作的顶层设计、总体布局、统筹协调、整体推进、督促落实。”“4个委员会的办事机构分别为中央全面深化改革委员会办公室、中央网络安全和信息化委员会办公室、中央财经委员会办公室、中央外事工作委员会办公室。”
同时该方案还规定：“不再设立中央维护海洋权益工作领导小组。为坚决维护国家主权和海洋权益，更好统筹外交外事与涉海部门的资源和力量，将维护海洋权益工作纳入中央外事工作全局中统一谋划、统一部署，不再设立中央维护海洋权益工作领导小组，有关职责交由中央外事工作委员会及其办公室承担，在中央外事工作委员会办公室内设维护海洋权益工作办公室。”“调整后，中央外事工作委员会及其办公室在维护海洋权益方面的主要职责是，组织协调和指导督促各有关方面落实党中央关于维护海洋权益的决策部署，收集汇总和分析研判涉及国家海洋权益的情报信息，协调应对紧急突发事态，组织研究维护海洋权益重大问题并提出对策建议等。”

## 职责
根据《中央外事工作委员会办公室职能配置、内设机构和人员编制规定》，中央外办承担下列职责：
1. 对国际形势和执行外交政策中的重大问题、外事管理工作进行调查研究，提出建议。
2. 承办中央外事工作领导小组全体会议和办公会议的会务工作，催办会议决定事项，承办外事协调工作。
3. 代党中央拟定和修订外事工作的某些全国性规定，审核中央、国家机关各部门和各省、自治区、直辖市制定的重要外事规定。
4. 办理中央、国家机关各部门和各省、自治区、直辖市报送中央外事工作领导小组和国务院的有关重要外事问题的请示、报告。
5. 组织协调和指导督促各有关方面落实党中央关于维护海洋权益的决策部署，收集汇总和分析研判涉及国家海洋权益的情报信息，协调应对紧急突发事态，组织研究维护海洋权益重大问题并提出对策建议等。
6. 承办中央外事工作领导小组和国务院交办的其他事项。

## 机构设置
根据《中央外事工作委员会办公室职能配置、内设机构和人员编制规定》，中央外办设置下列机构：

### 内设机构
- 综合局
- 秘书行政局
- 政策研究局
- 外事管理局
- 地区事务局
- 维护海洋权益局
- 机关党委

## 历任领导
| 国务院外事办公室主任 1. 钱永年（1988年6月－1989年12月） 2. 刘述卿（1989年12月－1991年8月） 3. 齐怀远（1991年8月－1994年11月） 4. 刘华秋（1994年11月－1998年10月） 中央外事办公室主任 1. 刘华秋（1998年10月－2000年9月） 中央外事工作领导小组办公室、中央国家安全工作领导小组办公室主任 1. 刘华秋（2000年9月－2005年4月） 2. 戴秉国（2005年4月－2013年8月，2008年3月－2013年3月为国务委员兼） 3. 杨洁篪（2013年8月－2018年3月，国务委员兼〔兼至2017年10月〕，2017年10月起为中央政治局委员、国务委员兼） 中央外事工作委员会办公室主任 1. 杨洁篪（2018年3月－2022年12月，中央政治局委员兼〔兼至2022年10月〕） 2. 王毅（2023年1月至今，中央政治局委员兼，2023年7月起兼外交部部长） | 中央外事工作委员会办公室副主任 …… - 孙书贤（2018年3月－2023年5月） - 邓洪波（2018年11月－2024年9月） - 郭业洲（2024年3月－） - 李克新（2024年11月－） - 祝勤（2025年3月－） |